# Curmont
Curmont – miejscowość i gmina we Francji, w regionie Grand Est, w departamencie Górna Marna.
Według danych na rok 2021 gminę zamieszkiwało 12 osób, a gęstość zaludnienia wynosiła 4 osób/km². Przez gminę przepływa rzeka Blaise.